# Janardanahalli, Somvarpet
Janardanahalli là một làng thuộc tehsil Somvarpet, huyện Kodagu, bang Karnataka, Ấn Độ.